# Vannaire
Vannaire település Franciaországban, Côte-d’Or megyében. Lakosainak száma 49 fő (2022. január 1.). Vannaire Chaumont-le-Bois, Montliot-et-Courcelles, Massingy, Obtrée és Vix községekkel határos.

## Népesség
A település népessége az elmúlt években az alábbi módon változott:
| Lakosok száma | 45   | 36   | 38   | 62   | 55   | 55   | 54   | 51   | 50   | 49   |
|               | 1968 | 1982 | 1990 | 2006 | 2013 | 2015 | 2017 | 2019 | 2020 | 2022 |